# Adolf Edgar Licho
Adolf Edgar Licho, gebürtig Edgar Adolf Lichowetzer und genannt auch E. A. Licho (* 13. September 1876 in Krementschuk, Russisches Kaiserreich; † 11. Oktober 1944 in Los Angeles), war ein russischer Schauspieler, Theaterregisseur, Theaterleiter,  Filmregisseur und  Drehbuchautor.

## Leben
Edgar Adolf Lichowetzer sollte Medizin studieren, trat aber stattdessen seit den frühen 1890er Jahren an russischen Schmierentheatern auf. 1897 stand er erstmals in Wien am dortigen Volkstheater auf der Bühne. 1898 spielte er am Theater am Gärtnerplatz in München, 1899 am Stadttheater Salzburg. 1900 kam er nach Berlin an die dortige Secessionsbühne. 1901 kehrte er wieder an die Volksbühne Wien zurück, 1902 wurde er an das Kleine Theater in Berlin verpflichtet.
E. A. Licho lebte die folgenden Jahre in der Reichshauptstadt, trat an verschiedenen dortigen Bühnen auf und leitete zeitweise das Theater in der Königgrätzer Straße, die Volksbühne sowie ein Jahr das Deutsche Theater. Er selbst spielte vor allem an den Reinhardt-Bühnen. Dort lernte er auch seine spätere Frau Martha Angerstein kennen. Von 1914 bis 1918 stand er dem Albert-Theater in Dresden vor, wo Hasenclevers Der Sohn (1914) und Antigone (1917) uraufgeführt wurden.
Beim Film war Licho beinahe so etwas wie ein „Total Filmmaker“: Er war als Schauspieler tätig (als Charakterdarsteller meistens in Nebenrollen besetzt), beteiligte sich als Coautor an Drehbüchern, führte Regie und hatte einen eigenen Verleih (Licho-Film-Verleih GmbH). 1922 gründete er mit Georg Witt die Licho-Film GmbH (1922–1925).
Nach der Machtergreifung der Nationalsozialisten emigrierte er 1933 nach Wien und 1937 nach Paris. Im November 1940 reiste er über Bilbao in die USA ein. In Hollywood, wo er 1931 Menschen hinter Gittern gedreht hatte, erhielt er während der Kriegsjahre winzige Rollen in amerikanischen Produktionen. Daneben betrieb er eine Coffee-Bar.

## Filmografie (als Schauspieler)
- 1913: Schuldig
- 1918: Keimendes Leben (2 Teile)
- 1918: Der fremde Fürst
- 1918: Der gelbe Schein
- 1920: Von morgens bis mitternachts
- 1920: Der Todesschacht
- 1920: Der weiße Pfau
- 1920: Leben und Lüge
- 1920: Madame Récamier
- 1920: Whitechapel. Eine Kette von Perlen und Abenteuern
- 1920: Das rote Plakat
- 1921: Das rote Plakat, 2. Teil: Die eiserne Acht
- 1921: Die Geliebte Roswolskys
- 1921: Der Erbe der van Diemen
- 1921: Fahrendes Volk
- 1921: Entgleist
- 1921: Der Schicksalstag (nur Regie)
- 1921: Irrende Seelen
- 1922: Tiefland (nur Regie und Produktion)
- 1922: Frauenopfer
- 1922: Das Spiel mit dem Weibe (nur Regie)
- 1922: Das goldene Netz
- 1922: Der Graf von Charolais
- 1922: Kinder der Zeit (auch Regie und Drehbuch)
- 1922: Lucrezia Borgia
- 1924: Der Sturz ins Glück (nur Regie und Produktion)
- 1924: Kaddisch (auch Regie und Produktion)
- 1924: Komödianten
- 1925: Der Demütige und die Sängerin
- 1925: Die Stadt der Versuchung
- 1925: Das Abenteuer der Sybille Brant
- 1925: Herrn Filip Collins Abenteuer
- 1927: Die selige Exzellenz (auch Regie und Drehbuch)
- 1927: Die Liebe der Jeanne Ney
- 1927: Luther – Ein Film der deutschen Reformation
- 1928: Charlott etwas verrückt (nur Regie)
- 1928: Skandal in Baden-Baden
- 1929: Der Erzieher meiner Tochter
- 1930: Alraune
- 1931: 1914, die letzten Tage vor dem Weltbrand
- 1931: Grock
- 1931: Viktoria und ihr Husar
- 1931: Menschen hinter Gittern
- 1931: Der Herzog von Reichstadt (nur Drehbuch)
- 1931: Reserve hat Ruh
- 1932: Diva in Vertretung
- 1932: Was sagt Onkel Emil dazu? (Kurzfilm, auch Regie und Drehbuch)
- 1933: Der große Bluff / Alles ist Komödie
- 1933: Das Testament des Dr. Mabuse
- 1934: Ende schlecht, alles gut
- 1935: Tagebuch der Geliebten
- 1935: Bretter, die die Welt bedeuten
- 1936: Katharina die Letzte
- 1936: Rendezvous im Paradies (Skeppsbrutne Max)
- 1938: Drei Walzer (Les Trois valses)
- 1938: Le drame de Shanghaï
- 1938: Im Netz der Spionin (Gibraltar)
- 1938: Chéri-Bibi
- 1941: Menschenjagd (Man Hunt)
- 1941: Die ewige Eva (It Started with Eve)
- 1942: Reunion in France
- 1942: Sein oder Nichtsein (To Be or Not to Be)
- 1942: Es waren einmal Flitterwochen (Once Upon a Honeymoon)
- 1943: Botschafter in Moskau (Mission to Moscow)
- 1943: Gefährliche Flitterwochen (Above Suspicion)
- 1943: Hitler’s Madman
- 1944: Zeuge gesucht (Phantom Lady)
- 1944: The White Cliffs of Dover
- 1944: Die Maske des Dimitrios (The Mask of Dimitrios)
- 1944: Das siebte Kreuz (The Seventh Cross)